# Wimbledon 1988
De 102e editie van het Britse grandslamtoernooi, Wimbledon 1988, werd gehouden van maandag 20 juni tot en met maandag 4 juli 1988. Voor de vrouwen was het de 95e editie van het graskampioenschap. Het toernooi werd gespeeld bij de All England Lawn Tennis and Croquet Club in de wijk Wimbledon van de Britse hoofdstad Londen. Vanwege de regenonderbrekingen op zondag 3 juli werd de mannenenkelspelfinale pas afgerond op maandag 4 juli.
Op de eerste zondag tijdens het toernooi (Middle Sunday) werd traditioneel niet gespeeld.
Het toernooi van 1988 trok 411.270 toeschouwers. De All England Lawn Tennis and Croquet Club boekte met het toernooi van 1988 een winst van 7,67 miljoen pond (bijna 28 miljoen gulden).

## Belangrijkste uitslagen
Mannenenkelspel

Finale: Stefan Edberg (Zweden) won van Boris Becker (West-Duitsland) met 4-6, 7-6, 6-4, 6-2
Vrouwenenkelspel

Finale: Steffi Graf (West-Duitsland) won van Martina Navrátilová (Verenigde Staten) met 5-7, 6-2, 6-1
Mannendubbelspel

Finale: Ken Flach (Verenigde Staten) en Robert Seguso (Verenigde Staten) wonnen van John Fitzgerald (Australië) en Anders Järryd (Zweden) met 6-4, 2-6, 6-4, 7-6
Vrouwendubbelspel

Finale: Steffi Graf (West-Duitsland) en Gabriela Sabatini (Argentinië) wonnen van Larisa Savtsjenko (Sovjet-Unie) en Natallja Zverava (Sovjet-Unie) met 6-3, 1-6, 12-10
Gemengd dubbelspel

Finale: Zina Garrison (Verenigde Staten) en Sherwood Stewart (Verenigde Staten) wonnen van Gretchen Magers en Kelly Jones met 6-1, 7-6
Meisjesenkelspel

Finale: Brenda Schultz (Nederland) won van Emmanuelle Derly (Frankrijk) met 7-6, 6-1
Meisjesdubbelspel

Finale: Jo-Anne Faull (Australië) en Rachel McQuillan (Australië) wonnen van Alexia Dechaume (Frankrijk) en Emmanuelle Derly (Frankrijk) met 4-6, 6-2, 6-3
Jongensenkelspel

Finale: Nicolás Pereira (Venezuela) won van Guillaume Raoux (Frankrijk) met 7-6, 6-2
Jongensdubbelspel

Finale: Jason Stoltenberg (Australië) en Todd Woodbridge (Australië) wonnen van David Rikl (Tsjecho-Slowakije) en Tomáš Anzari (Tsjecho-Slowakije) met 6-4, 1-6, 7-5

## Toeschouwersaantallen en bezoekerscapaciteit
|           |        | Eerste week |         | Tweede week |         | Derde week |
| --------- | ------ | ----------- | ------- | ----------- | ------- | ---------- |
| Maandag   |        | 29.078      |         | 36.197      |         | 15.257     |
| Dinsdag   | 33.431 | 27.741      |         |             |         |            |
| Woensdag  | 36.940 | 32.136      |         |             |         |            |
| Donderdag | 38.640 | 25.878      |         |             |         |            |
| Vrijdag   | 37.351 | 22.879      |         |             |         |            |
| Zaterdag  | 32.449 | 21.734      |         |             |         |            |
| Zondag    | –      | 21.559      |         |             |         |            |
| Totaal    |        | 411.270     | 411.270 | 411.270     | 411.270 | 411.270    |

|  | = slecht weer (meer dan twee uur niet gespeeld) |
|  | = gehele dag niet gespeeld, vanwege de regen    |

| Baan                           | Zitplaatsen                    | Staanplaatsen                  |                                | Baan                           | Zitplaatsen |
| ------------------------------ | ------------------------------ | ------------------------------ | ------------------------------ | ------------------------------ | ----------- |
| Centre Court                   | 12.472                         | 2.000                          |                                | Court No. 9                    | –           |
| Court No. 1                    | 6.340                          | 1.500                          | Court No. 10                   | –                              |             |
| Court No. 2                    | 2.226                          | 1.000                          | Court No. 11                   | –                              |             |
| Court No. 3                    | 800                            | –                              | Court No. 12                   | –                              |             |
| Court No. 4                    | –                              | –                              | Court No. 13                   | 1.452                          |             |
| Court No. 5                    | –                              | –                              | Court No. 14                   | 1.826                          |             |
| Court No. 6                    | 250                            | –                              | Court No. 15                   | –                              |             |
| Court No. 7                    | 250                            | –                              | Court No. 16                   | –                              |             |
| Court No. 8                    | –                              | –                              | Court No. 17                   | 180                            |             |
| Totaal zitplaatsen             | Totaal zitplaatsen             | Totaal zitplaatsen             | Totaal zitplaatsen             | Totaal zitplaatsen             | 25.796      |
| Totaal staanplaatsen           | Totaal staanplaatsen           | Totaal staanplaatsen           | Totaal staanplaatsen           | Totaal staanplaatsen           | 4.500       |
|                                |                                |                                |                                |                                |             |
| Bezoekerscapaciteit tennispark | Bezoekerscapaciteit tennispark | Bezoekerscapaciteit tennispark | Bezoekerscapaciteit tennispark | Bezoekerscapaciteit tennispark | 28.000      |

1877 · 1878 · 1879 · 1880 · 1881 · 1882 · 1883 · 1884 · 1885 · 1886 · 1887 · 1888 · 1889 · 1890 · 1891 · 1892 · 1893 · 1894 · 1895 · 1896 · 1897 · 1898 · 1899 · 1900 · 1901 · 1902 · 1903 · 1904 · 1905 · 1906 · 1907 · 1908 · 1909 · 1910 · 1911 · 1912 · 1913 · 1914 · 1915–1918 · 1919 · 1920 · 1921 · 1922 · 1923 · 1924 · 1925 · 1926 · 1927 · 1928 · 1929 · 1930 · 1931 · 1932 · 1933 · 1934 · 1935 · 1936 · 1937 · 1938 · 1939 · 1940–1945 · 1946 · 1947 · 1948 · 1949 · 1950 · 1951 · 1952 · 1953 · 1954 · 1955 · 1956 · 1957 · 1958 · 1959 · 1960 · 1961 · 1962 · 1963 · 1964 · 1965 · 1966 · 1967
↓ open tijdperk ↓
1968 (m-v-md-vd-gd) · 1969 (m-v-md-vd-gd) · 1970 (m-v-md-vd-gd) · 1971 (m-v-md-vd-gd) · 1972 (m-v-md-vd-gd) · 1973 (m-v-md-vd-gd) · 1974 (m-v-md-vd-gd) · 1975 (m-v-md-vd-gd) · 1976 (m-v-md-vd-gd) · 1977 (m-v-md-vd-gd) · 1978 (m-v-md-vd-gd) · 1979 (m-v-md-vd-gd) · 1980 (m-v-md-vd-gd) · 1981 (m-v-md-vd-gd) · 1982 (m-v-md-vd-gd) · 1983 (m-v-md-vd-gd) · 1984 (m-v-md-vd-gd) · 1985 (m-v-md-vd-gd) · 1986 (m-v-md-vd-gd) · 1987 (m-v-md-vd-gd) · 1988 (m-v-md-vd-gd) · 1989 (m-v-md-vd-gd) · 1990 (m-v-md-vd-gd) · 1991 (m-v-md-vd-gd) · 1992 (m-v-md-vd-gd) · 1993 (m-v-md-vd-gd) · 1994 (m-v-md-vd-gd) · 1995 (m-v-md-vd-gd) · 1996 (m-v-md-vd-gd) · 1997 (m-v-md-vd-gd) · 1998 (m-v-md-vd-gd) · 1999 (m-v-md-vd-gd) · 2000 (m-v-md-vd-gd) · 2001 (m-v-md-vd-gd) · 2002 (m-v-md-vd-gd) · 2003 (m-v-md-vd-gd) · 2004 (m-v-md-vd-gd) · 2005 (m-v-md-vd-gd) · 2006 (m-v-md-vd-gd) · 2007 (m-v-md-vd-gd) · 2008 (m-v-md-vd-gd) · 2009 (m-v-md-vd-gd) · 2010 (m-v-md-vd-gd) · 2011 (m-v-md-vd-gd) · 2012 (m-v-md-vd-gd) · 2013 (m-v-md-vd-gd) · 2014 (m-v-md-vd-gd) · 2015 (m-v-md-vd-gd) · 2016 (m-v-md-vd-gd) · 2017 (m-v-md-vd-gd) · 2018 (m-v-md-vd-gd) · 2019 (m-v-md-vd-gd) · 2020 · 2021 (m-v-md-vd-gd) · 2022 (m-v-md-vd-gd) · 2023 (m-v-md-vd-gd) · 2024 (m-v-md-vd-gd)
Lijst van Wimbledonwinnaars · Toernooien per editie